# Lommel SK
A Lommel SK (teljes nevén Lommel Sportkring) belga labdarúgócsapat Lommel városában. Stadionja a Soevereinstadion, klubszínei zöld és fehér. A klub tagja a City Football Group tulajdonában álló csapatoknak.

## Történet
A Lommel SK elődjének a 2003-ban megszűnt KFC Lommel SK (Koninklijke Football Club Lommelse Sportkring) csapata tekinthető, amely klub történetének legnagyobb sikerei a 2001-es belga labdarúgókupa döntőjébe való bejutás, illetve az 1997-es és 1998-as Intertotó-kupa szereplések voltak. A 2003-ban újjáalakult Lommel csapata a belga harmadosztályban kezdett el versenyezni. A 2004-2005-ös szezonban megnyerték a bajnokságot és feljutottak a másodosztályba. A klub 2020-ban májusában a City Football Group tulajdonába került.

## Jelenlegi keret
2022. augusztus 1-i állapotnak megfelelően.
| #  |     | Poszt | Név                                     |
| -- | --- | ----- | --------------------------------------- |
| 1  | BEL | K     | Kristof Van Hout                        |
| 3  | BEL | V     | Laurent Lemoine                         |
| 4  | BEL | V     | Stijn Wuytens                           |
| 6  | BEL | V     | Glenn Neven                             |
| 7  | BEL | KP    | Robin Henkens                           |
| 8  | BRA | KP    | Metinho (kölcsönben a Troyes-tól)       |
| 10 | MAR | CS    | Nassim Chadli (kölcsönben a Troyes-tól) |
| 11 | CRC | CS    | Alonso Martínez                         |
| 14 | SWE | V     | Jesper Tolinsson                        |
| 17 | ALG | V     | Rafik Belghali                          |
| 18 | ISL | KP    | Kolbeinn Þórðarson                      |
| 20 | BEL | K     | Jari De Busser                          |

| #  |     | Poszt | Név                                     |
| -- | --- | ----- | --------------------------------------- |
| 21 | BEL | KP    | Milan Troonbeeckx                       |
| 22 | CZE | KP    | Christophe Kabongo                      |
| 23 | ESP | KP    | Álex Granell                            |
| 25 | MNE | K     | Nikola Ivezić                           |
| 26 | FRA | KP    | Théo Pierrot                            |
| 27 | BRA | V     | Caio Roque                              |
| 28 | ARG | CS    | Agustin Anello                          |
| 30 | HUN | V     | Vancsa Zalán                            |
| 32 | FIN | CS    | Juho Talvitie                           |
| 37 | SLO | KP    | Enrik Ostrc (kölcsönben a Troyes-tól)   |
| 99 | BRA | CS    | Cauê                                    |
|    | ESP | V     | Eric Monjonell (kölcsönben a Gironatól) |

## Magyar játékosok
- Vancsa Zalán 2022-
- Németh András 2020